# ゆかわたかし
ゆかわ たかし（1977年5月13日 - ）は、日本の俳優。本名は湯川崇。和歌山県出身。株式会社アニモプロデュース 所属。

## 来歴
- 2001年より森岡利行主宰「STRAY DOG」参加。
- 2005年より羽原大介率いる「昭和芸能舎」参加。「横丁のデカプリオ」に出演。
- 2020年7月「昭和芸能社」解散まで所属。
- 2020年9月 現事務所「株式会社アニモプロデュース」に所属。

## テレビ
2010年　BS朝日 「刑事定年」 警察官役
2010年　テレビ東京 「警部補 矢部謙三」捜査員1役（神徳幸治監督）
2010年　テレビ東京 「モテキ」 友人役（大根仁監督）
2012年　フジテレビ 「ビューティフルレイン」 駅係員役
2014年　テレビ朝日 「ドクターX シーズン4」 麻酔医役
2015年　WOWOW 「誤断」 主治医役（村上牧人監督）
2016年　NHK 「高校数学講座」最終話ゲスト
2016年　テレビ東京 「犯罪科学分析室 電子の標的2」捜査員1役（神徳幸治監督）
2016年　BSジャパン 「万引き」第三話　清吉役　（永江二朗監督）
2017年　テレビ東京 「犯罪科学分析室 電子の標的3」杉野圭太役（神徳幸治監督）
2017年　BSジャパン 山本周五郎時代劇 武士の魂 第三話「菊月夜」安倍孫太夫役（新村良二監督）
2022年　WOWOW 「シャイロックの子供たち」 田中役（鈴木浩介監督）
2023年　NHK 「おもかげ」銀座線の男Ａ役（小林聖太郎監督）
2024年　テレビ東京　「９５」第6話・第7話（5月13日・20日） - 医師 役
2024年　読売テレビ・日本テレビ系　「クラスメイトの女子、全員好きでした」第7話（8月22日） - テレビディレクター 役
2025年 日本テレビ系 「相続探偵」最終話（3月29日） - 医師 役

## ＣＭ
2001年　『アクエリアス』 高校球児役
2004年　『LAOX』 新入社員役
2014年　『東京walker』
2014年　『ナビクル 32秒で車査定』
2014年　『au損保』
2015年　『クラウドプラス』 上司役
2017年　『ピタットハウス』 花澤英治役
2018年　桑田佳祐 『若い広場』 ミュージックビデオ
2019年　『JR東日本フレテミーナ2019冬ver.』
2020年　『サテライト・オフィス』

## 映画
2001年　『バトルロワイヤル２』 （深作欣二監督・深作健太監督）
2011年　『モテキ』友人1役（大根仁監督）
2012年　『EDEN』越山晃一役（武正晴監督）
2012年　『その夜の侍』中国人チンピラ役（赤堀雅秋監督）
2014年　『或る夜の電車』お笑い先輩芸人役（金允洙監督）
2015年　『木屋町DARUMA』佐野役（ 榊英雄監督）
2015年　『流し屋 鉄平』ラーメン屋見習い役（榊英雄監督）
2016年　『エターナル・マリア』片岡竜太役（阪本武仁監督）
2016年　『葛城事件』刑務官役（赤堀雅秋監督）
2019年　『タイトル、拒絶』TVコメンテーター役（山田佳奈監督）
2019年　『テイクオーバーゾーン』陸上部顧問役（山嵜晋平監督）
2025年　『火の華』篠崎寛太郎役（小島央大監督）

## 舞台
2005年　昭和芸能舎 『横丁デカプリオ』 作・演出:羽原大介
2008年　赤坂RED/REVOLUTION企画第一弾 『東京』 作・演出 赤堀雅秋
2016年　昭和芸能舎第23回公演 『ストリッパー物語』 作・つかこうへい 脚色・演出：羽原大介＠赤坂RED/THEATER
2017年　昭和芸能舎第24回公演 『たまべん〜玉入れのあと、お弁当の前〜』 作・演出：羽原大介＠赤坂RED/THEATER
2017年　昭和芸能舎第25回公演 『昭和芸能舎版 パッチギ！～東京1968～』 作・演出:羽原大介＠赤坂RED/THEATER
2019年　昭和芸能舎第26回公演 『昭和芸能舎版 フラガール』 作・演出:羽原大介＠赤坂RED/THEATER
2020年　昭和芸能舎第27回公演 『モスクワ1980〜幻の日本代表取材日記〜』 作・演出：羽原大介
2020年　劇団TRASHMASTERS 『埋没』(四国ツアー) 作・演出：中津留章仁
2025年　坂田足立連続デッドボール『6回の表を終わって7-0と苦しい展開が続いております（仮）』作・演出：足立紳＠下北沢駅前劇場

## その他
2021年　オーディオドラマ『クールな先輩とハツコイ模様』　数学Ⅱ担任の先生 役